# Musée Louis-Vouland
Le musée Louis-Vouland à Avignon (Vaucluse) présente, dans un hôtel particulier de Villeneuve-Esclapon, une riche collection d'arts décoratifs représentative des XVIIe et XVIIIe siècles avec du mobilier parisien, des faïences du Midi (Marseille et Moustiers), de l'orfèvrerie, des tapisseries et des tableaux.

## Historique
Mathilde de Thysebaërt, qui épousa à Hyères, le 26 novembre 1872 Marie Xavier Arthur de Villeneuve-Esclapon, achète en 1879 un terrain jouxtant la rue Saint-Dominique, qui deviendra la rue Victor-Hugo où elle fait construire un hôtel particulier, son mari étant depuis le 24 mai 1877 secrétaire général du département de Vaucluse. Les Villeneuve y résident quelque temps puis le vendent en 1897 à Marie Camp. Après la mort de celle-ci, l'hôtel est acheté le 14 novembre 1927 par l'industriel Louis Vouland. Ce dernier, collectionneur passionné, meuble cette nouvelle demeure grâce à de nombreuses acquisitions provenant de grandes ventes de l'époque, notamment à l'Hôtel Drouot. À sa mort survenue le 28 novembre 1973, il lègue cet hôtel et ses collections à la Fondation de France pour y ouvrir un musée. La gestion de ce musée est confiée à la Fondation Louis Vouland reconnue d'utilité publique par le décret du 1er juin 1977.

## Collections

### Mobilier
La richesse du mobilier est remarquable. La collection permet d'évoquer les différents styles depuis la fin de la Renaissance jusqu'à celle du XVIIIe siècle. On peut remarquer en particulier
les pièces suivantes :
- une armoire à deux corps et quatre battants de la fin du XVIe ou début du XVIIe siècle. Les sculptures des différents éléments de cette armoire représentent des guerriers, Ève et le serpent, dragons et chimères, têtes de bélier, masques, guirlandes et draperies. Le sommet du corps supérieur est orné d'aigle aux ailes déployées ;
- une armoire hollandaise à deux vantaux et un tiroir de la fin du XVIIe siècle en noyer, ébène de macassar, buis et bois fruitiers. cette armoire de forme massive avec des pieds sphériques ne présente pas de ferrures ni de serrure apparentes. Les vantaux sont à coussins. Une importante corniche déborde du corps principal. La marqueterie réalisée en  bois clairs d'essences diverses se détachant sur un fond sombre de noyer, représente vases, oiseaux et frises de fleurs ;
- une commode tombeau du premier quart du XVIIe siècle. D'époque Régence, elle repose sur des pieds courts et présente trois rangs de tiroirs : deux grands tiroirs en partie basse, et deux petits en partie haute séparés par des traverses. Elle est revêtue d'un placage de bois précieux avec un plateau de marbre ;
- un secrétaire à volet dit table de changeur d'époque Régence, en marqueterie de bois de rose et de violette avec des bronzes dorés. Ce meuble possède des poignées latérales en bronze pour faciliter son déplacement ; sa partie supérieure s'ouvre en volets ;
- une commode à deux tiroirs réalisée à Paris vers 1755-1760, estampillée Pierre Migeon IV, reçu maître ébéniste en 1721. Elle présente une façade à double arbalète avec une marqueterie de fleurs et de branchage ;
- une armoire secrétaire en encoignure avec abattant estampillé Jean Desforges reçu maître vers 1730. Datant du deuxième quart du XVIIIe siècle, ce meuble façon Chine est décoré de trois panneaux noir et or, un sur la partie supérieure et deux sur la partie inférieure. Le dessus est revêtu d'un marbre de brèche.

Mobilier
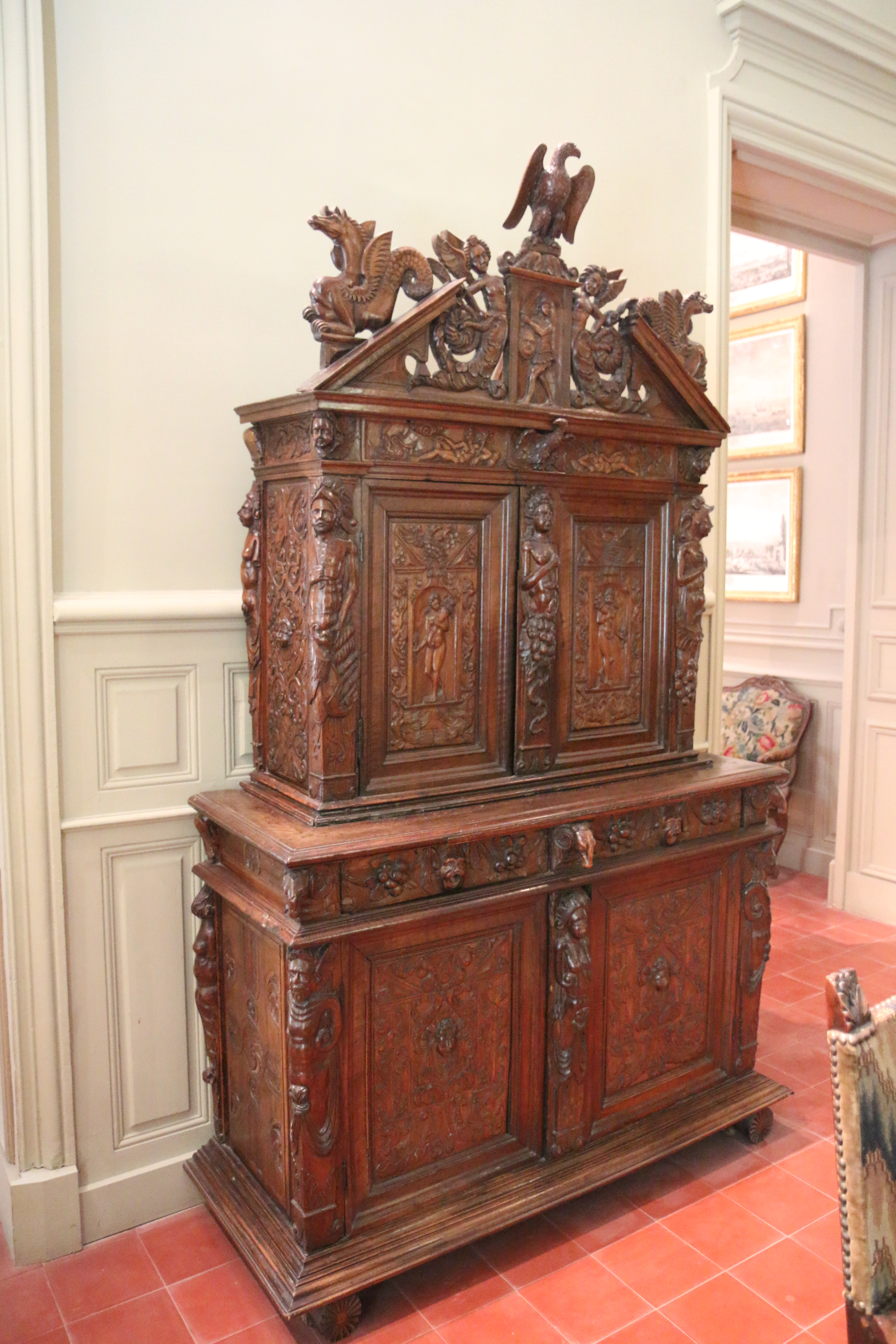
Armoire à deux corps en noyer.
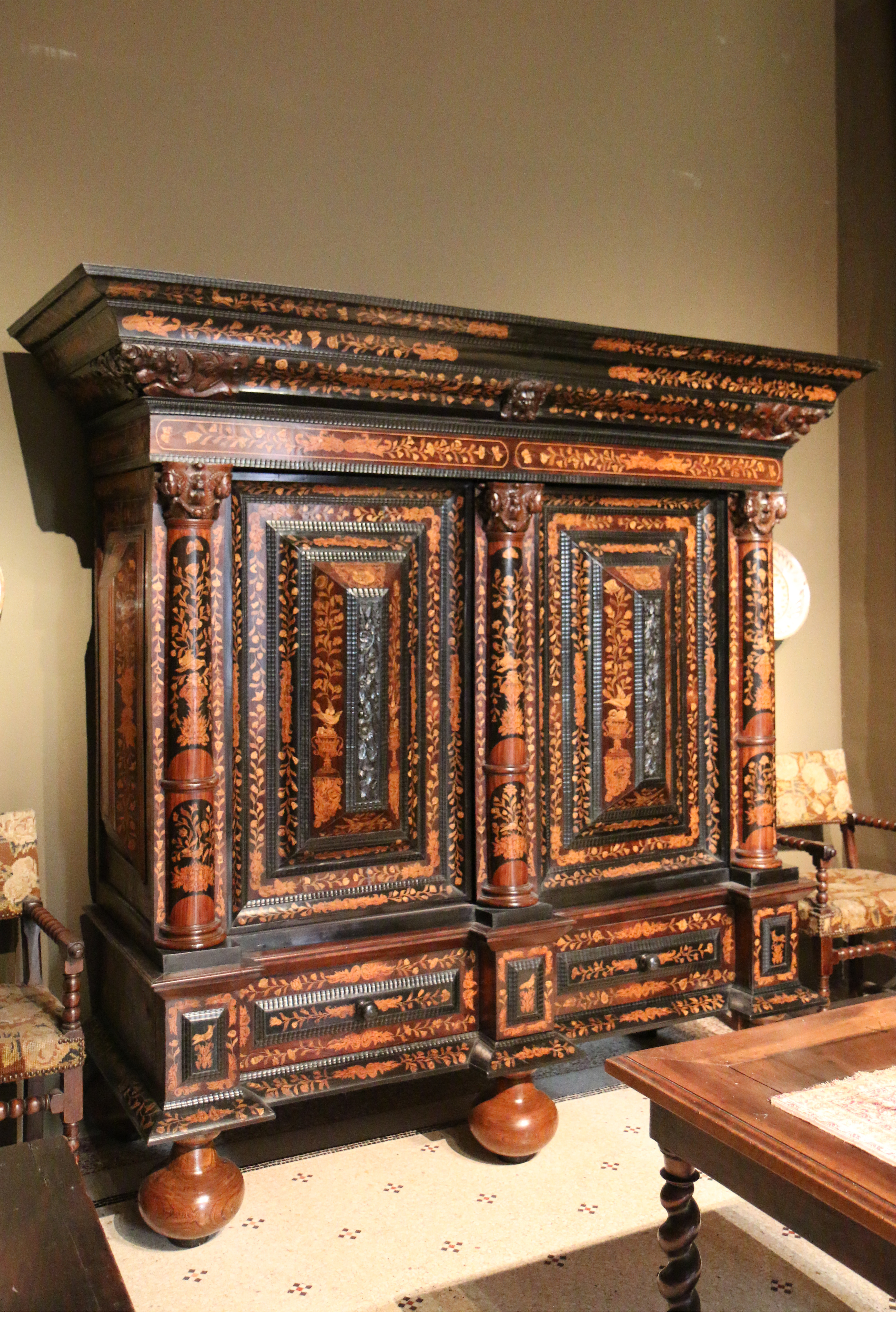
Armoire hollandaise en noyer.
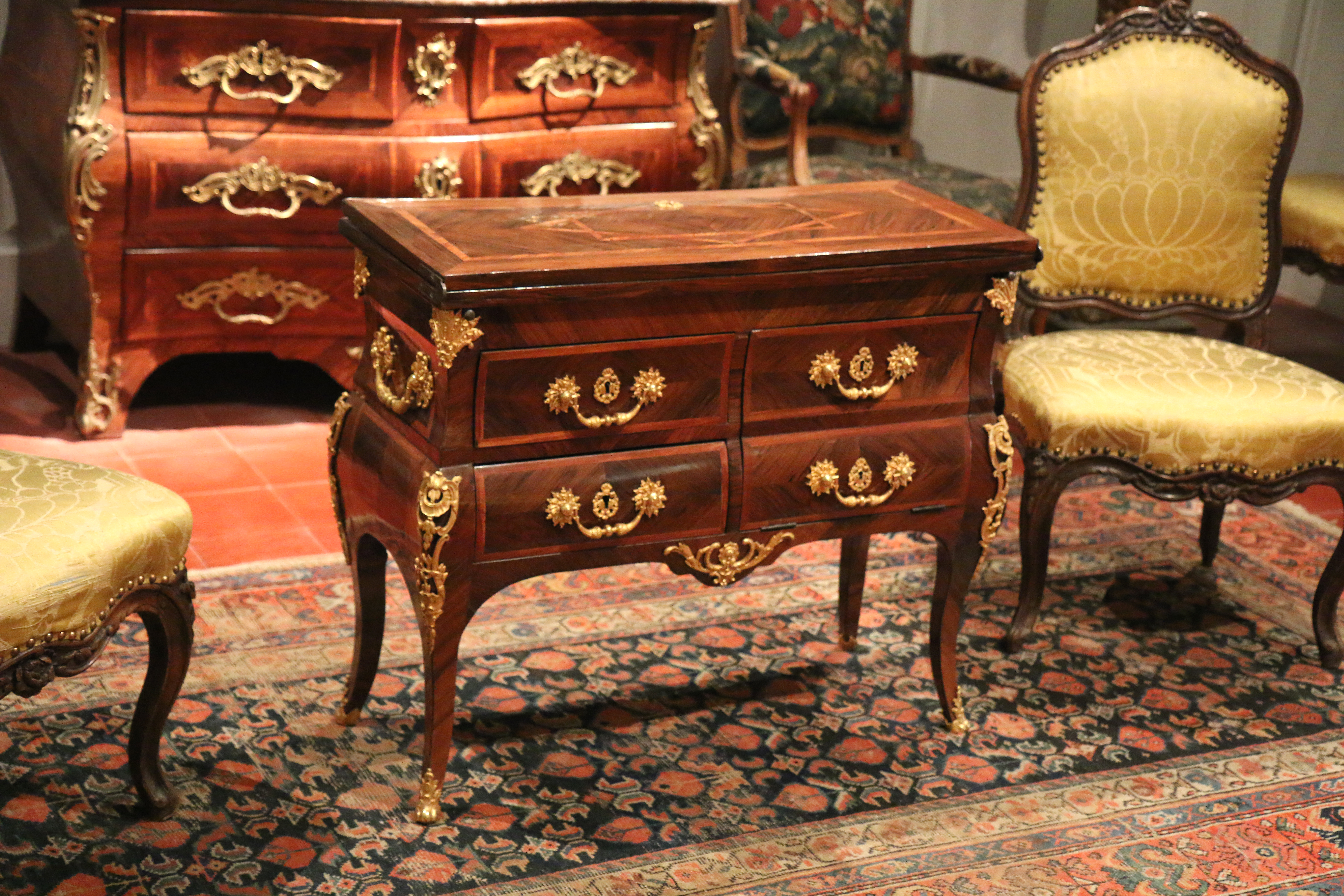
Secrétaire table de changeur.
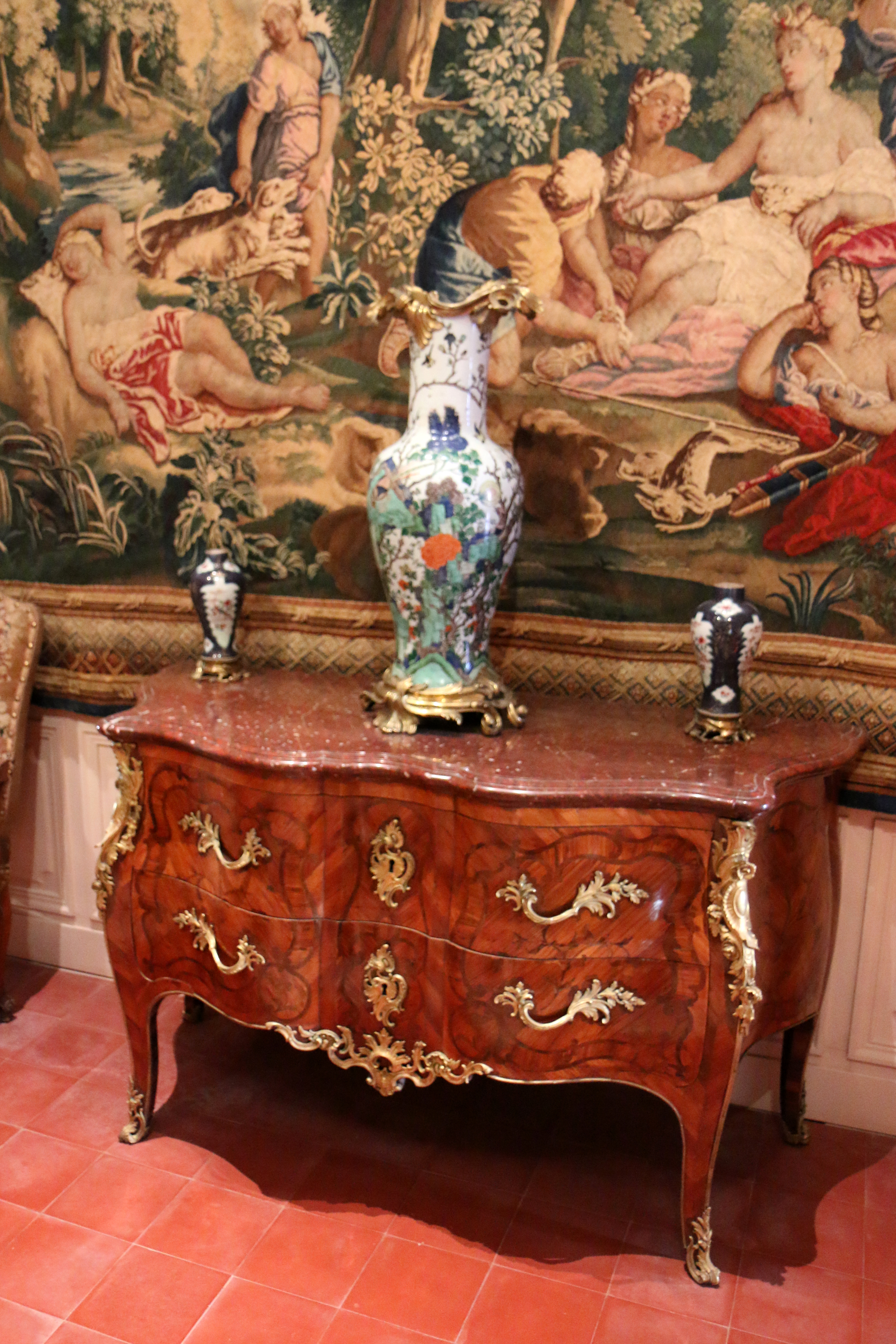
commode deux tiroirs, estampille Pierre Migeon IV.
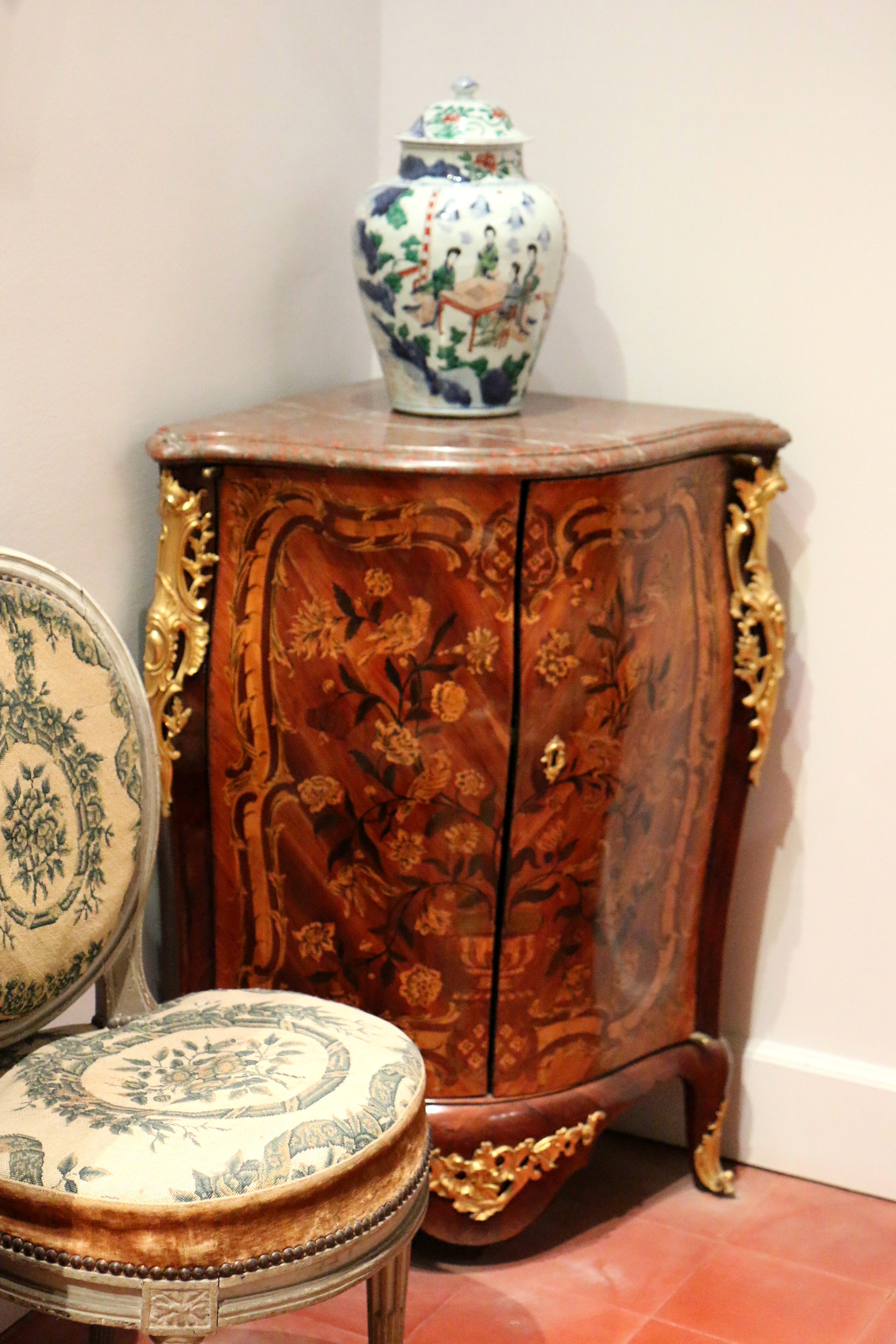
Encoignure galbée.

### Céramique
Le musée présente un grand nombre de céramique, faïence et porcelaine, l'essentiel de la collection étant constitué par les faïences de Moustiers et celles de Marseille.

#### Faïence étrangère

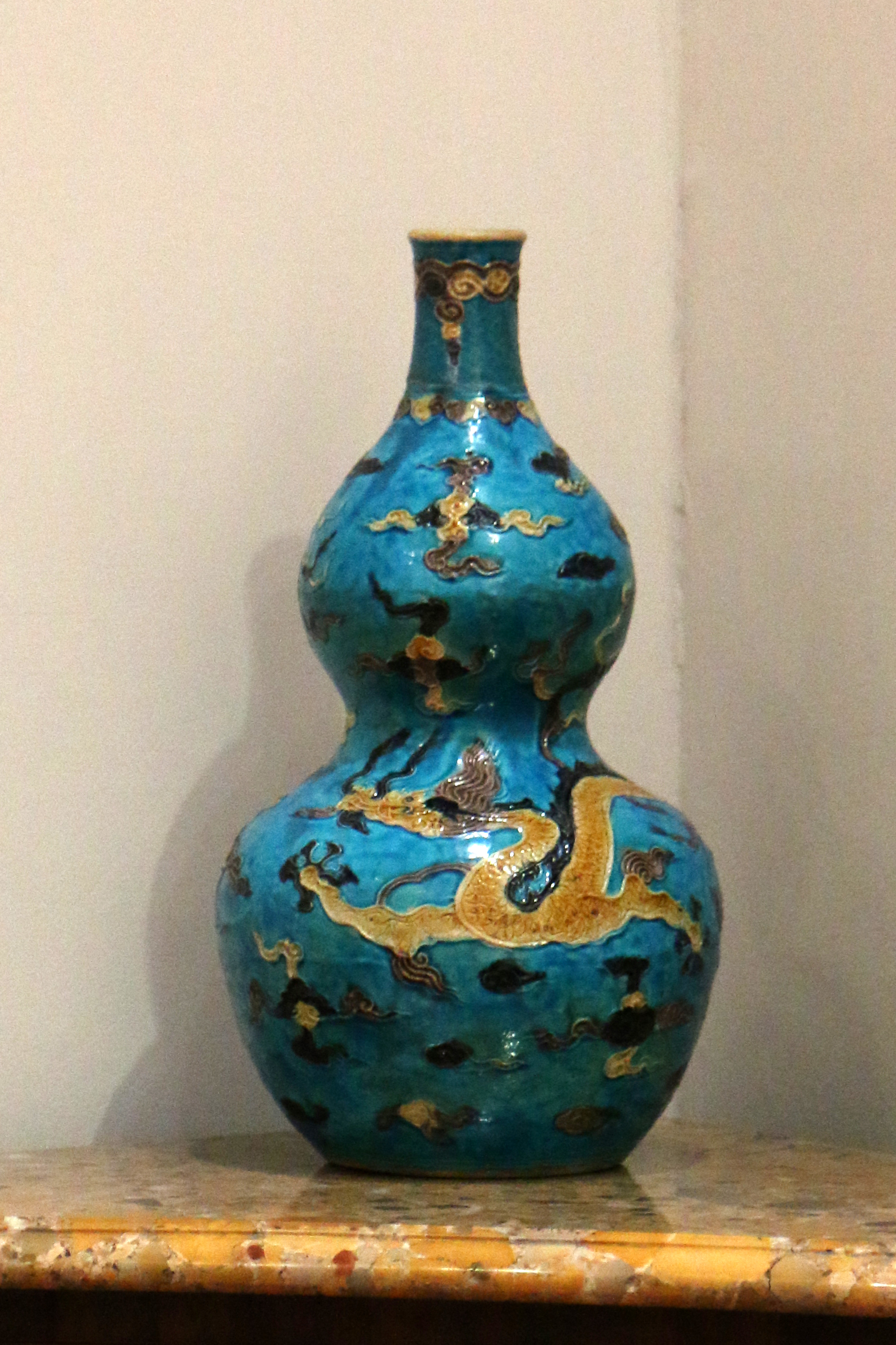
Vase de forme gourde, époque Ming.

Deux plats hispano-mauresques datant du XVIe siècle rappellent les origines de la technique de la faïence stannifère ; en provenance de Manises près de Valence, ils présentent tous deux des reflets irisés qui ont fait la renommée de ce centre de production.
Quelques plats datés de la fin du XVIe siècle ou du début du XVIIe siècle en provenance d'Iznik avec leur décor caractéristique de tulipes et d’œillets sont exposés. Cette céramique ottomane relève d'un décor de grand feu ; leur palette de couleurs présente le fameux rouge d'Iznik obtenu à partir d'un sable ferrugineux.
Les majoliques, céramiques à vocation décorative, exposées sont des plats et des pièces d'apothicaire attribuées au centre de Faenza en Italie (à l'origine du mot faïence). Enfin des pièces originaires de pays très variés sont exposées sur des meubles ou des cheminées : potiche à pans de Delft, terrine à pans en faïence et assiettes en porcelaine de la compagnie des Indes, vase de forme gourde et potiche couverte en porcelaine de l'époque Ming (Chine), etc.

#### Faïence française

##### Faïence de Moustiers
Elles sont nombreuses et variées. Il y a tout d'abord des plats de chasse en camaïeu bleu décorés à la Bérain avec déploiement d'arabesques, d'éléments d'architecture antique, de personnages et d'animaux fabuleux. Le camaïeu est également utilisé en vert, jaune ou brun pour des plats et des assiettes décorés à grotesques. Cette décoration met en scène des personnages fantastiques issus des majoliques italiennes, du bestiaire médiévale ou de l'imagination de l'artiste. On dénombre trois verts ainsi utilisés : un vert foncé, le plus réputé, avec de petits personnages, un vert clair avec des personnages plus grand et un vert amande avec de grands personnages plus isolés.
Vers le milieu du XVIIIe siècle apparaît le décor à fleur de solanée ou à fleur de pomme de terre, fleur à cinq pétales représentée seule ou en bouquet. À la même époque apparaît aussi le décor à la fanfare ou aux drapeaux afin de célébrer la victoire du Maréchal de Saxe en 1745 à la bataille de Fontenoy. À la fin du XVIIIe siècle apparait la technique du petit feu, ainsi que de nouveaux décors de grand feu polychrome afin de rendre la production de Moustiers plus attrayante pour tenir compte de l'évolution du goût.

Faïences de Moustiers
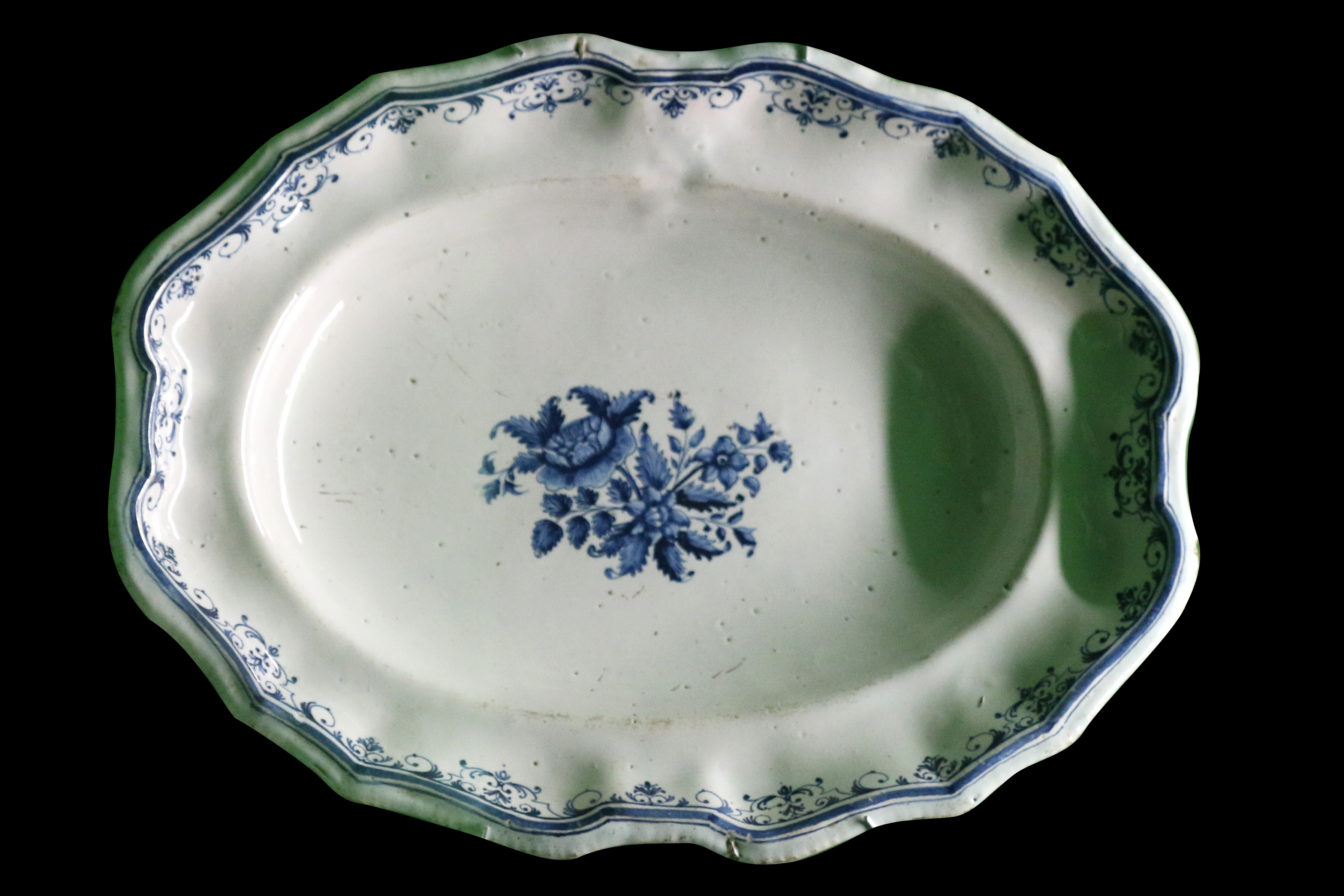
Plat oblong en camaïeu bleu à bouquet centré.
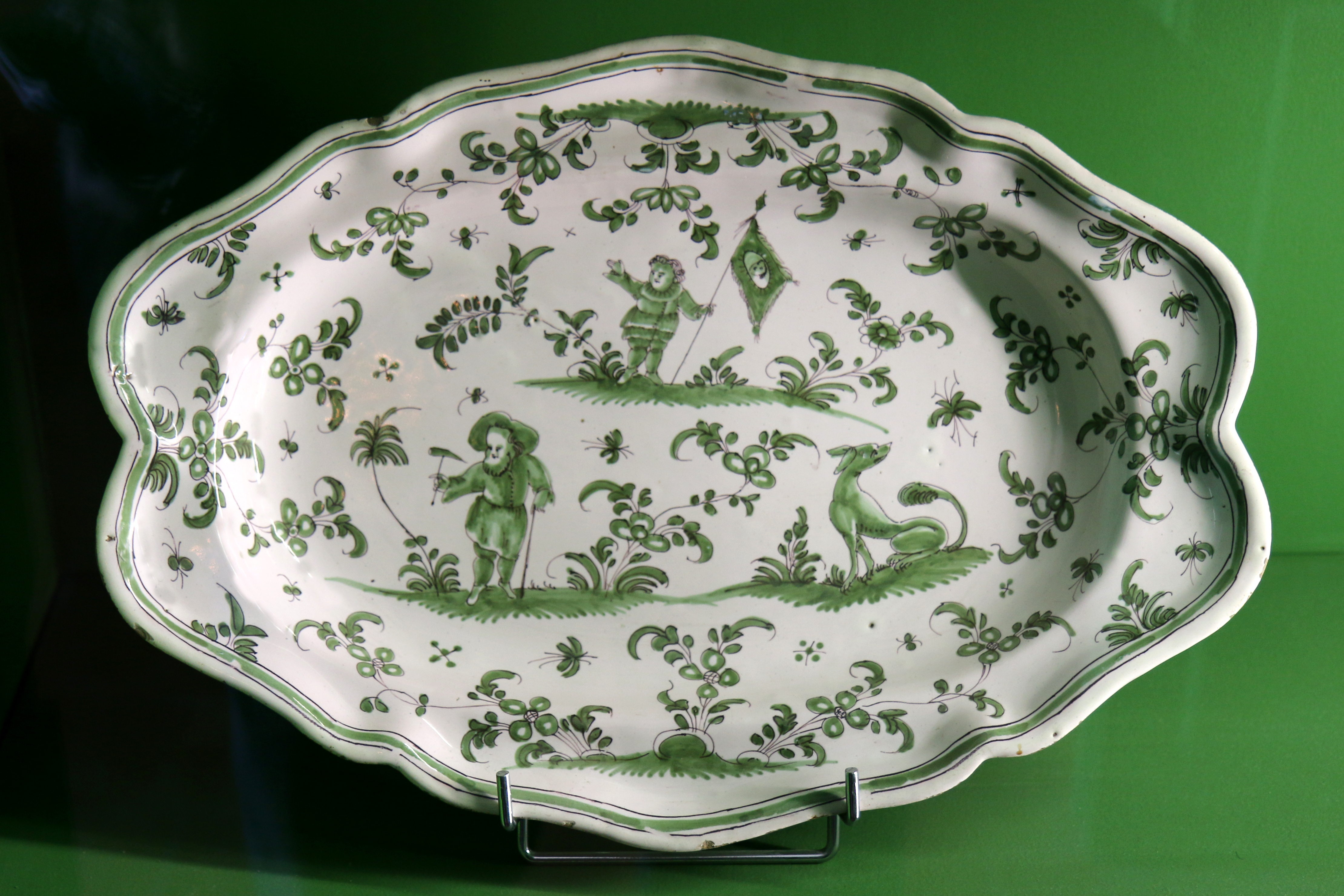
Plat oblong en camaïeu vert à grotesques.
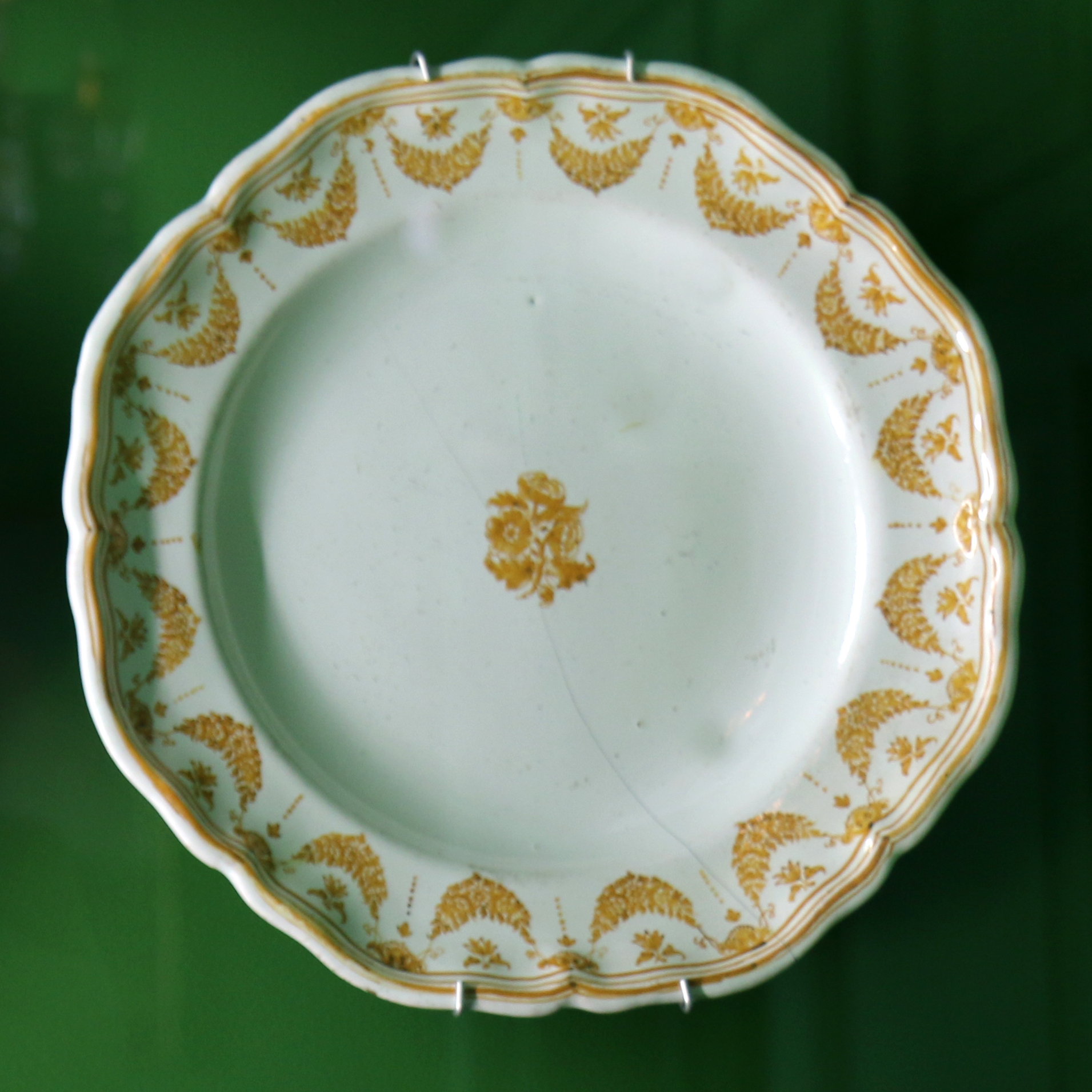
Assiette octogonale en camaïeu jaune, guirlande fleurie et bouquet central.
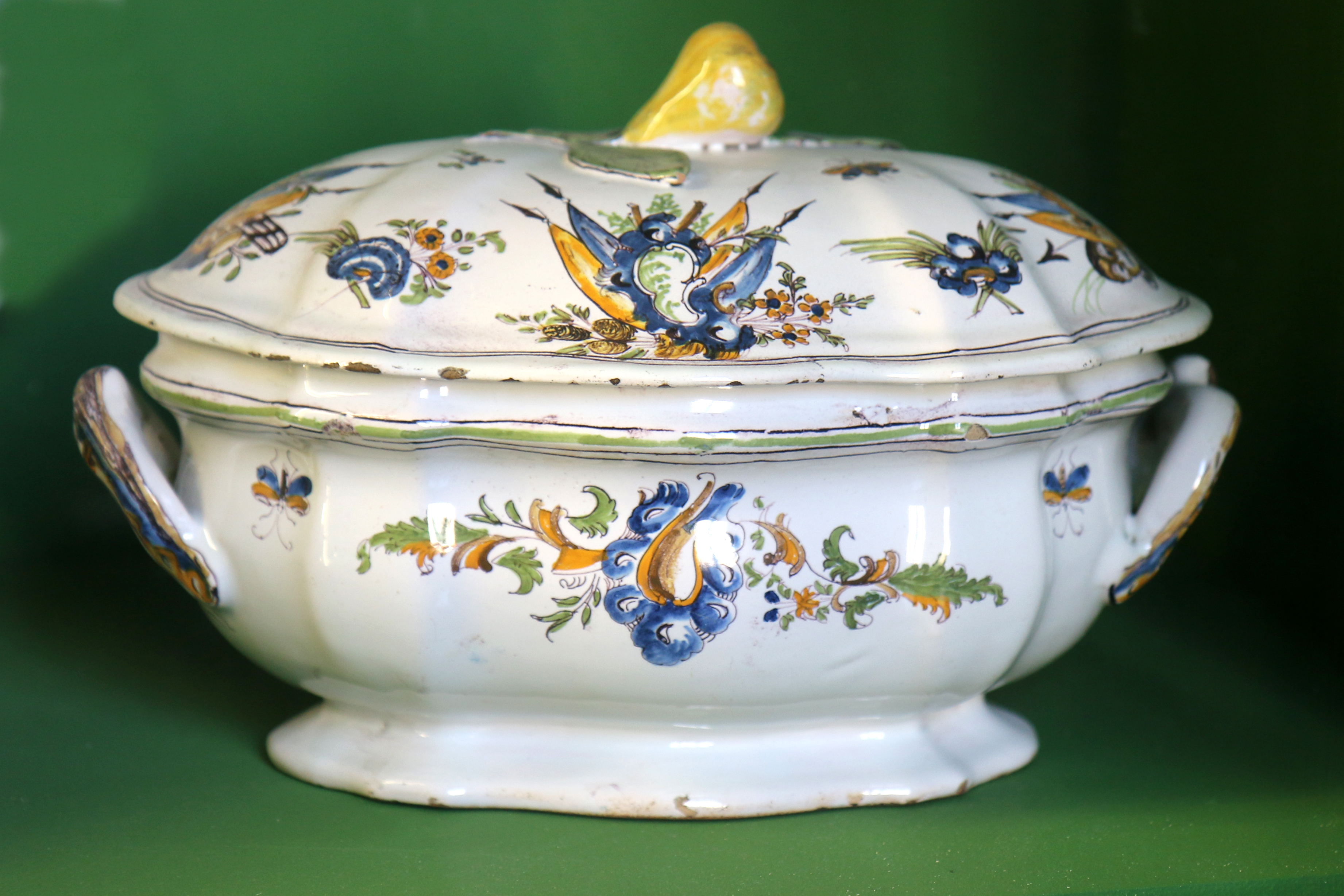
Terrine, décor aux drapeaux, fabrique Fouque.

##### Faïence de Marseille
Elles proviennent essentiellement des ateliers de Joseph Fauchier, de la Veuve Perrin et de Gaspard Robert. Après avoir travaillé en camaïeu bleu et manganèse, Joseph Fauchier réalise des pièces à décor de grand feu polychrome de style rocaille avec des scènes en camaïeu jaune.
Pierrette Candelot, veuve de Claude Perrin, dite la Veuve Perrin, adopte la technique de petit feu et produit des faïences d'une grande variété de formes et de couleurs. Parmi les nombreuses pièces présentées, on peut signaler des assiettes et plats en camaïeu vert, une terrine oblongue sur pied avec fleurs, papillons et insectes, des assiettes très diverses, etc.
Gaspard Robert produit une faïence à pâte fine recouverte d'un émail très blanc avec un décor de fleurs, d'animaux ou de paysages animés dans le gout de Joseph Vernet.

Faïences de Marseille
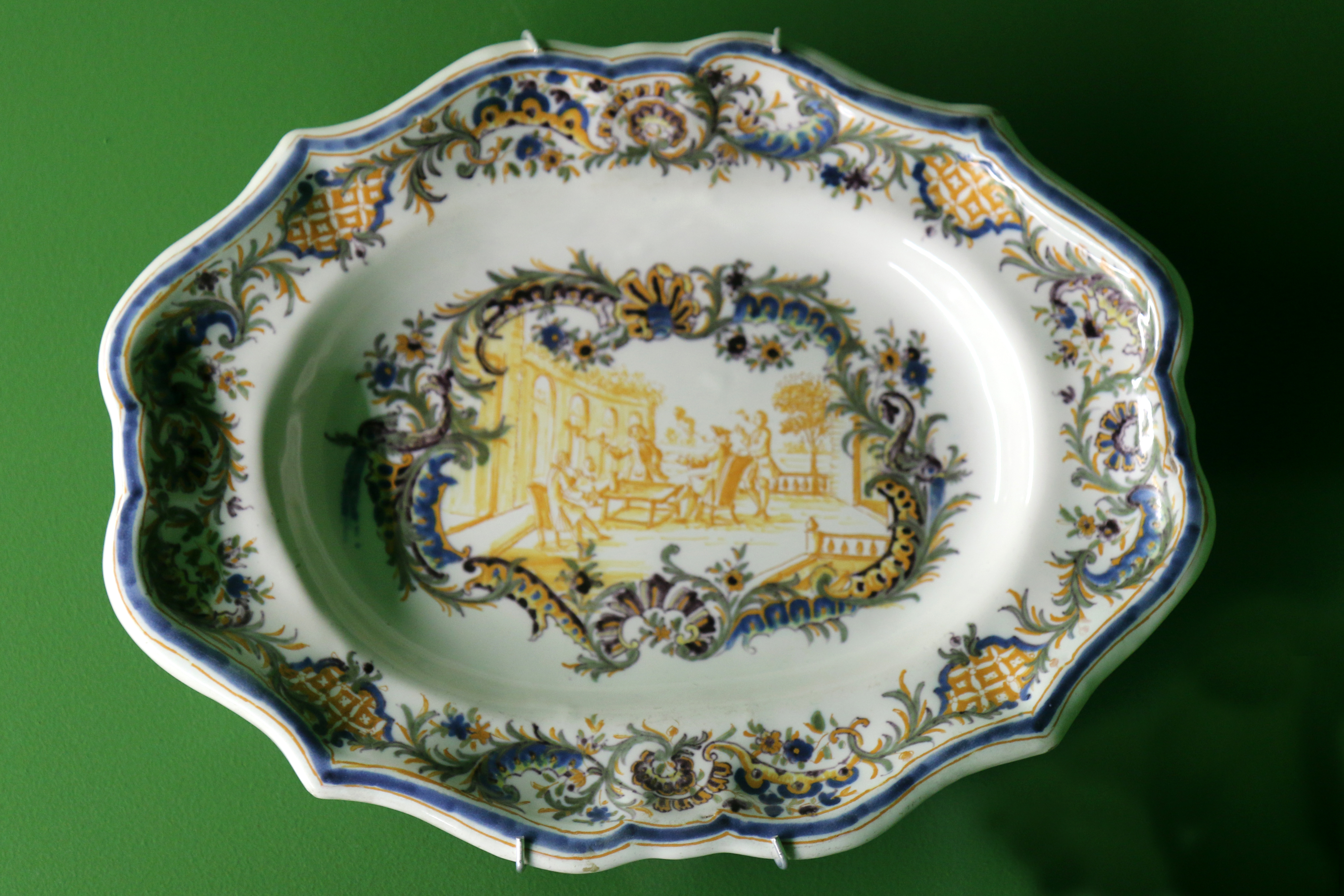
Joseph Fauchier, plat style rocaille.
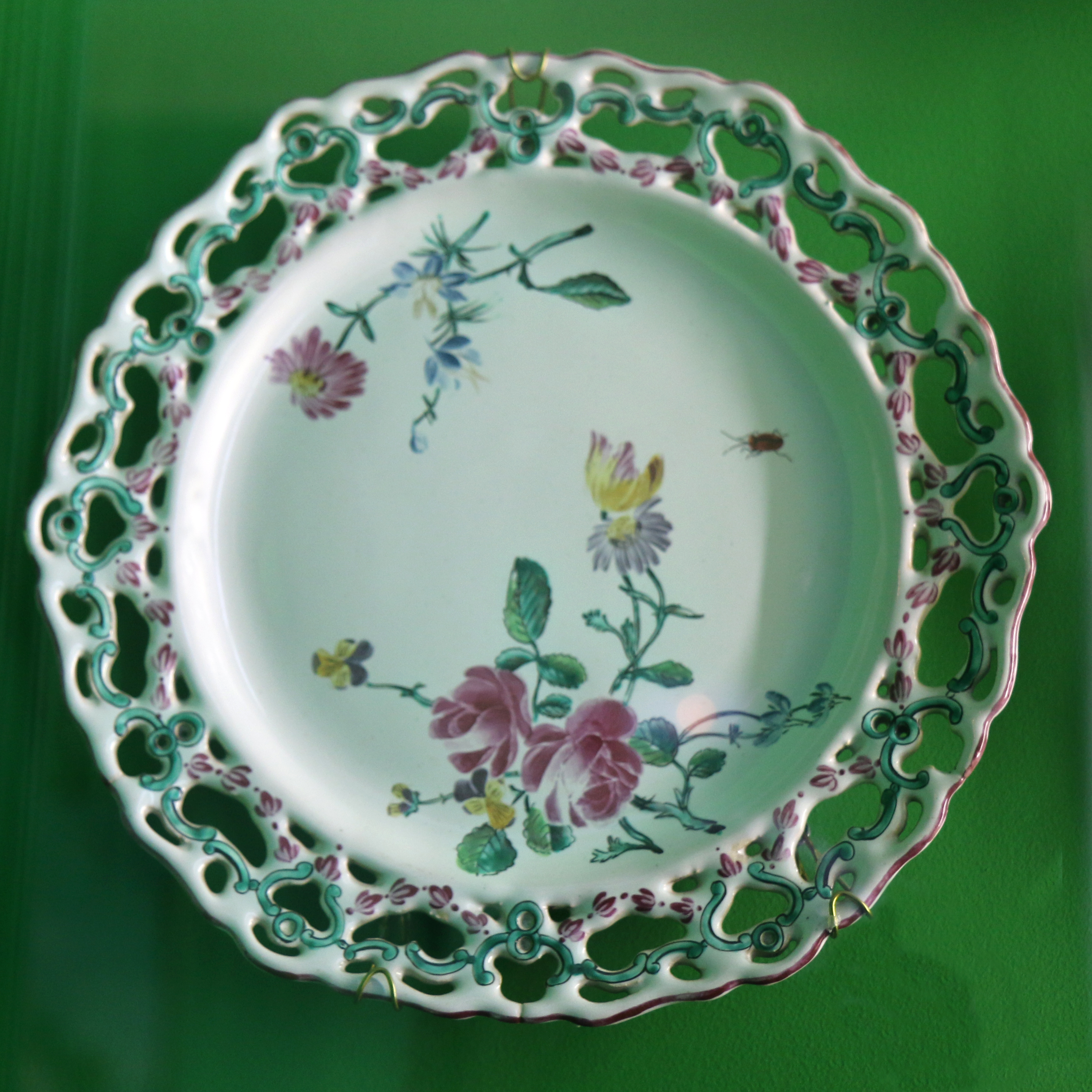
Veuve Perrin, assiette à aile ajourée, fleurs et insectes.
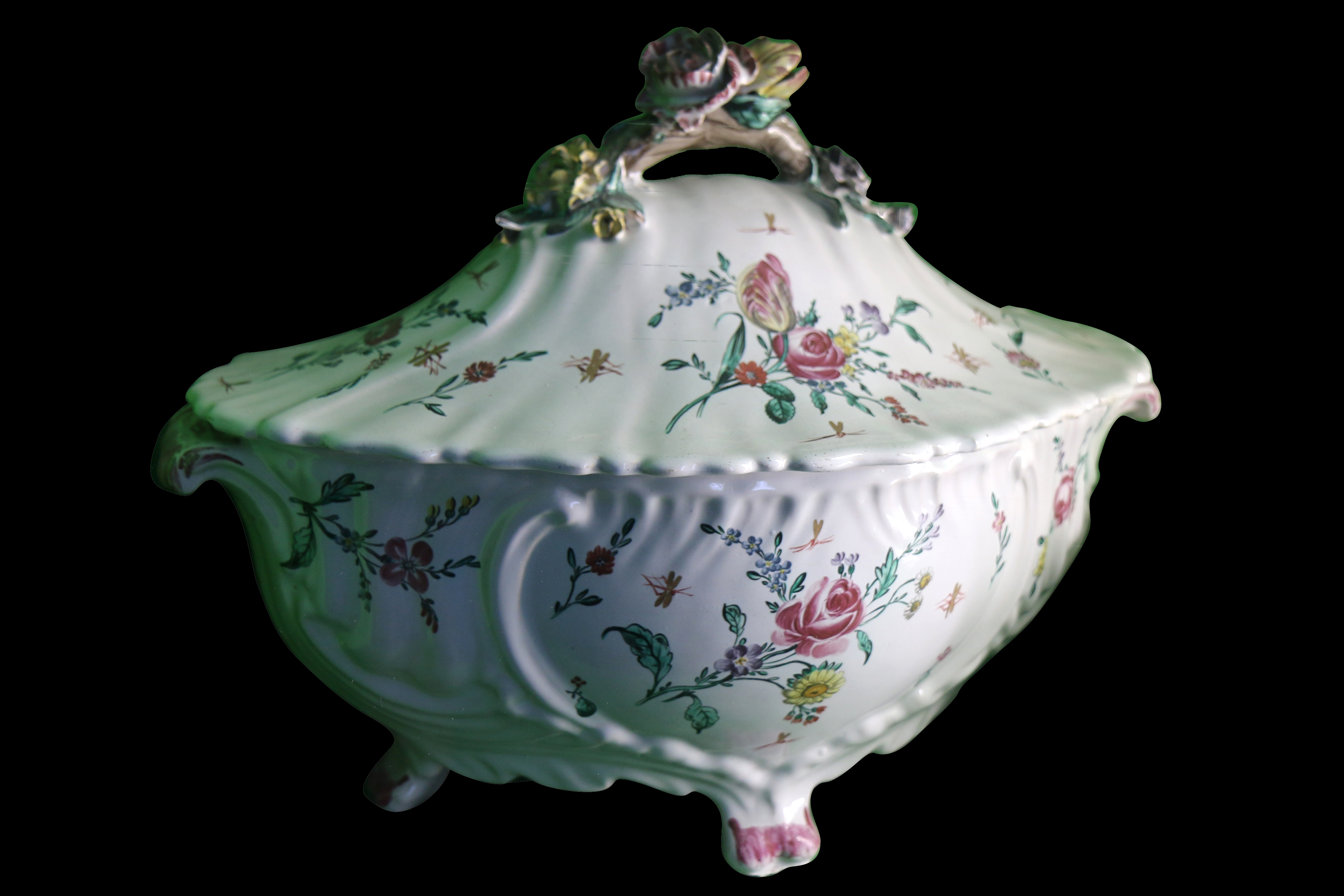
Grande terrine sur pieds.
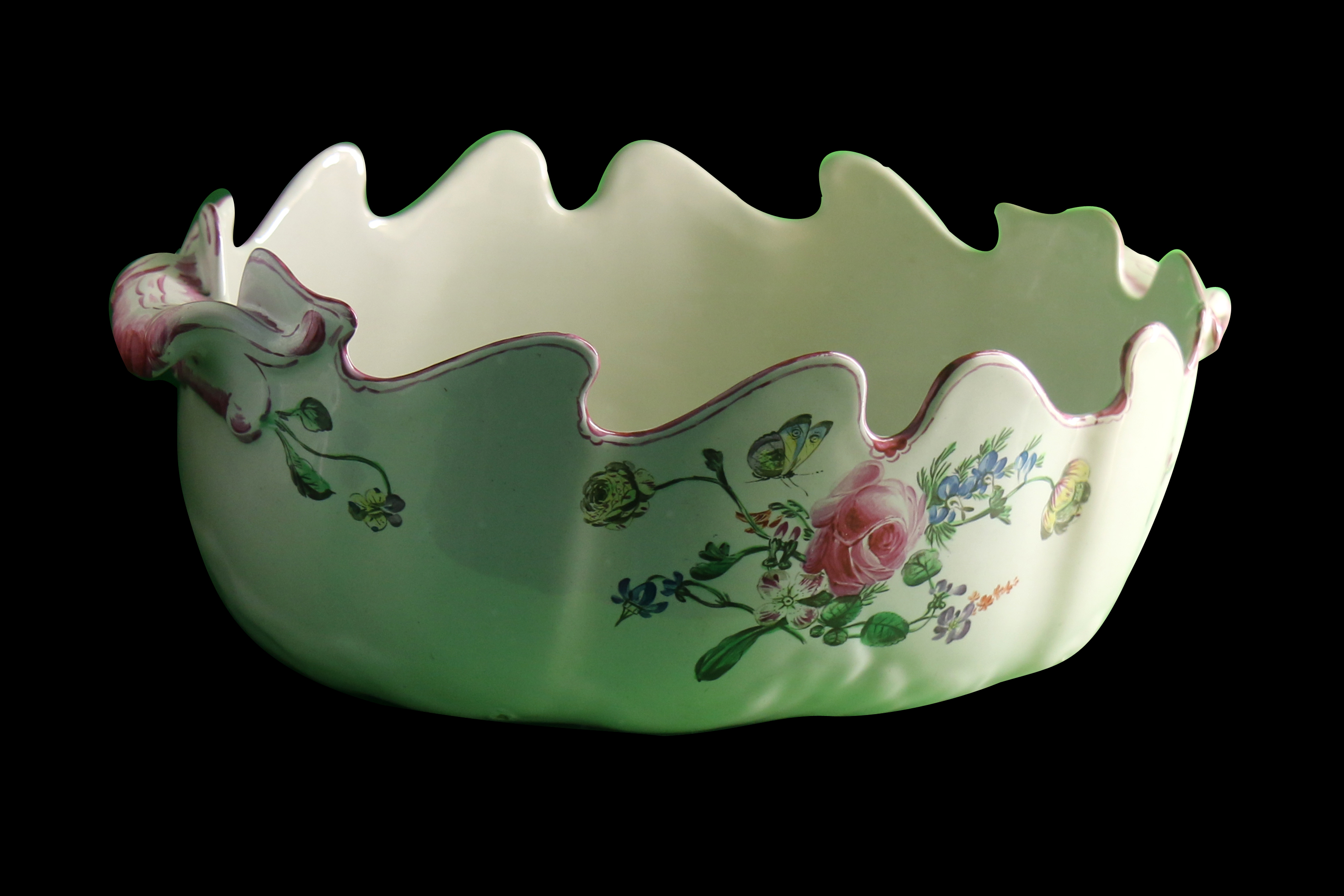
Gaspard Robert, rafraichissoir.

##### Faïences diverses
Quelques faïences françaises conservées sont en provenance d'autres villes non provençales : Niderviller, Strasbourg, Lyon, Montpellier, etc.

### Bronze d'ameublement et orfèvrerie
L'ensemble de la collection de l'argenterie date du XVIIIe siècle. Elle est composée de divers objets de service de table (pot à crème, saucière, coquetier, salière, chocolatière…) ainsi que par des objets mobiliers (paire de flambeaux…). Il y a également une boîte en or et porcelaine de Saxe fabriquée par l'orfèvre François-Guillaume Tiron, reçu maître en 1745.
Les bronzes d'ameublement, hormis ceux décorant le mobiliers, sont des cartels d'alcôve ou d'applique, des bougeoirs et des vases. parmi ces derniers on peut remarquer plus particulièrement :
- une paire de vases couverts en marbre à cannelures torsadées avec un socle, des anses et un col en bronze formant un décor rocaille de feuilles et de fleurs ;
- un vase balustre d'époque Kangxi à décor de phénix et de rochers entourés de pivoines et brachage ; le socle et le col sont en bronze ;
- un vase en céladon reposant sur quatre pieds à griffe d'époque Ming.

Vases
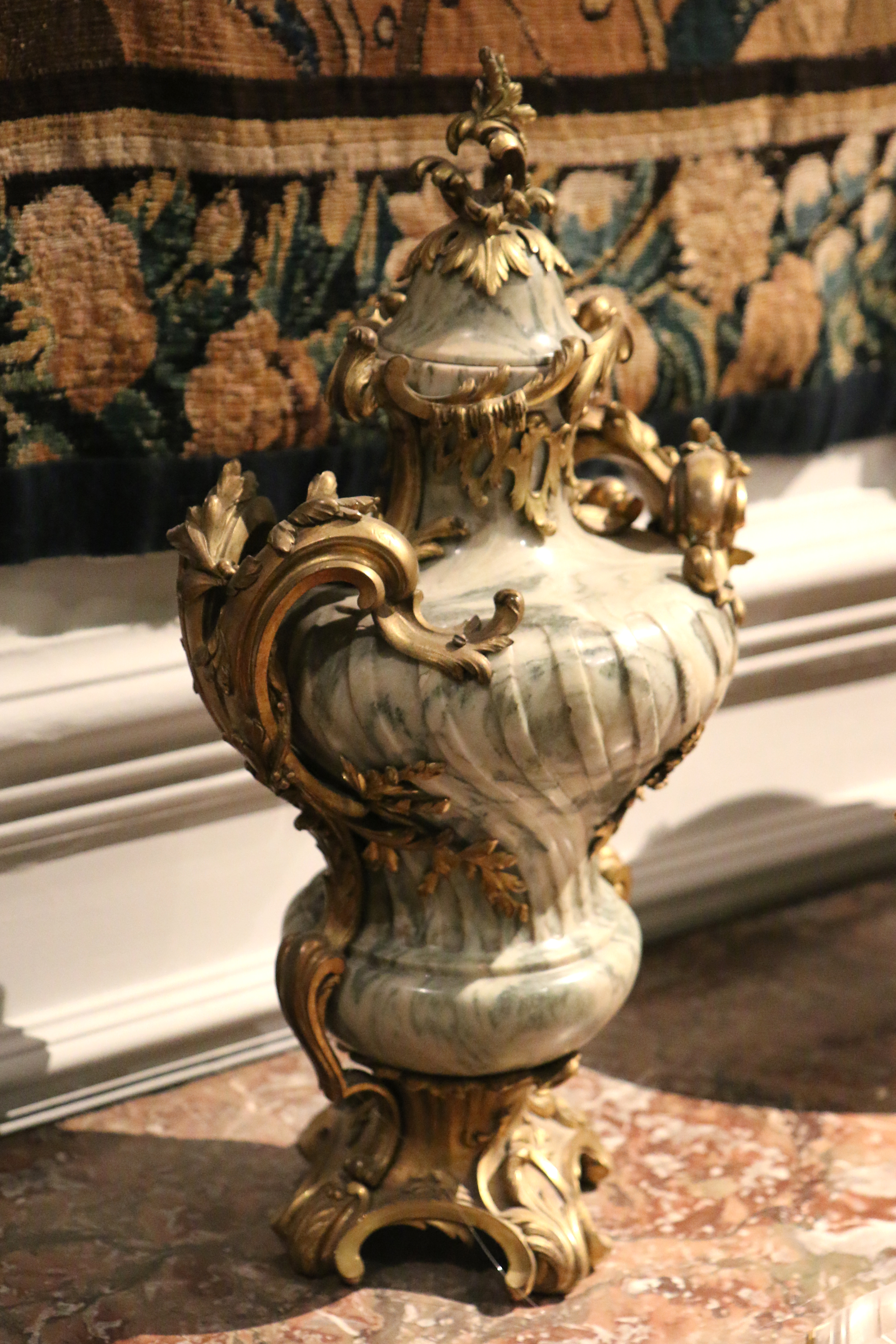
Vase couvert en marbre et bronze doré.
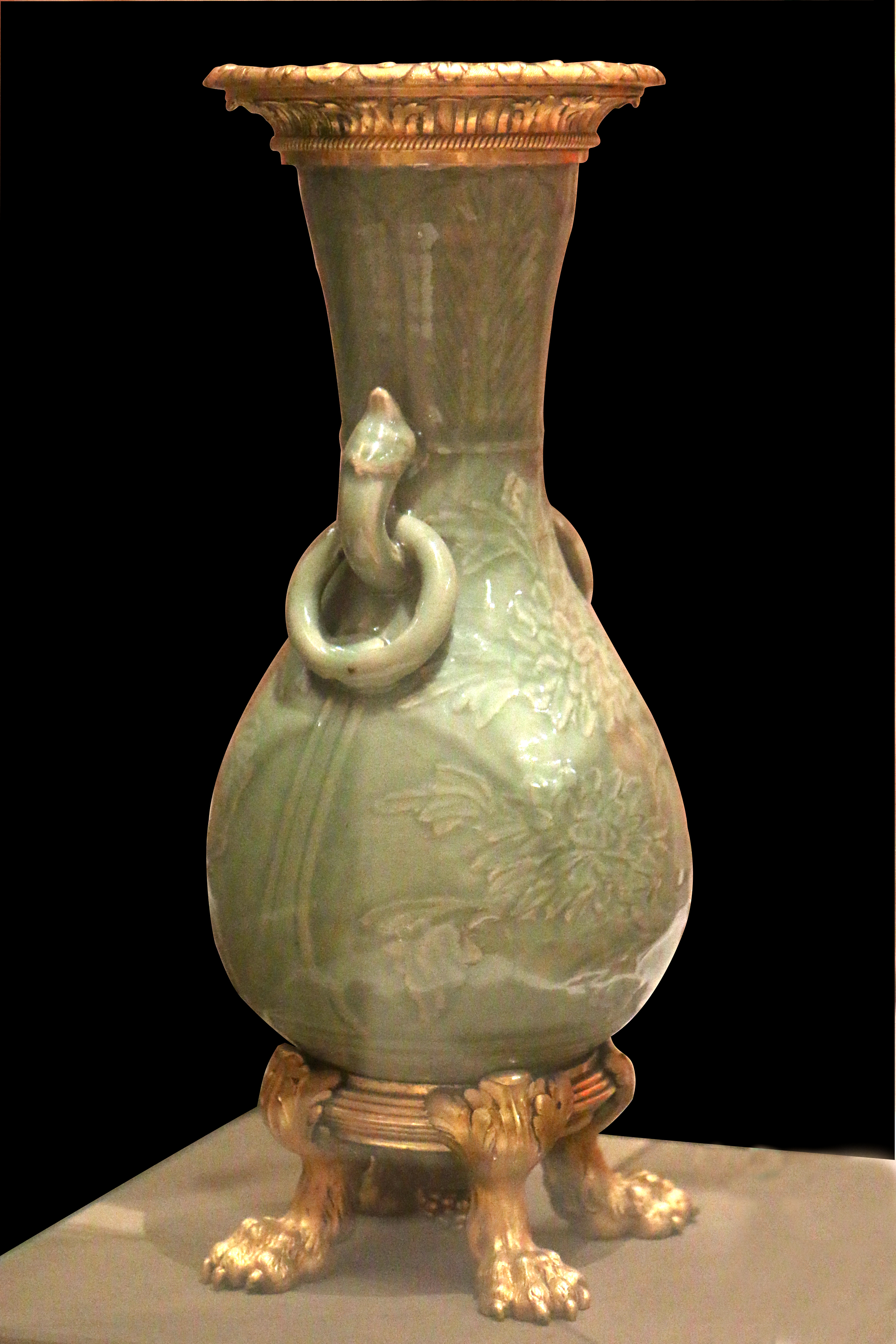
Vase d'époque Ming, céladon et bronze doré.
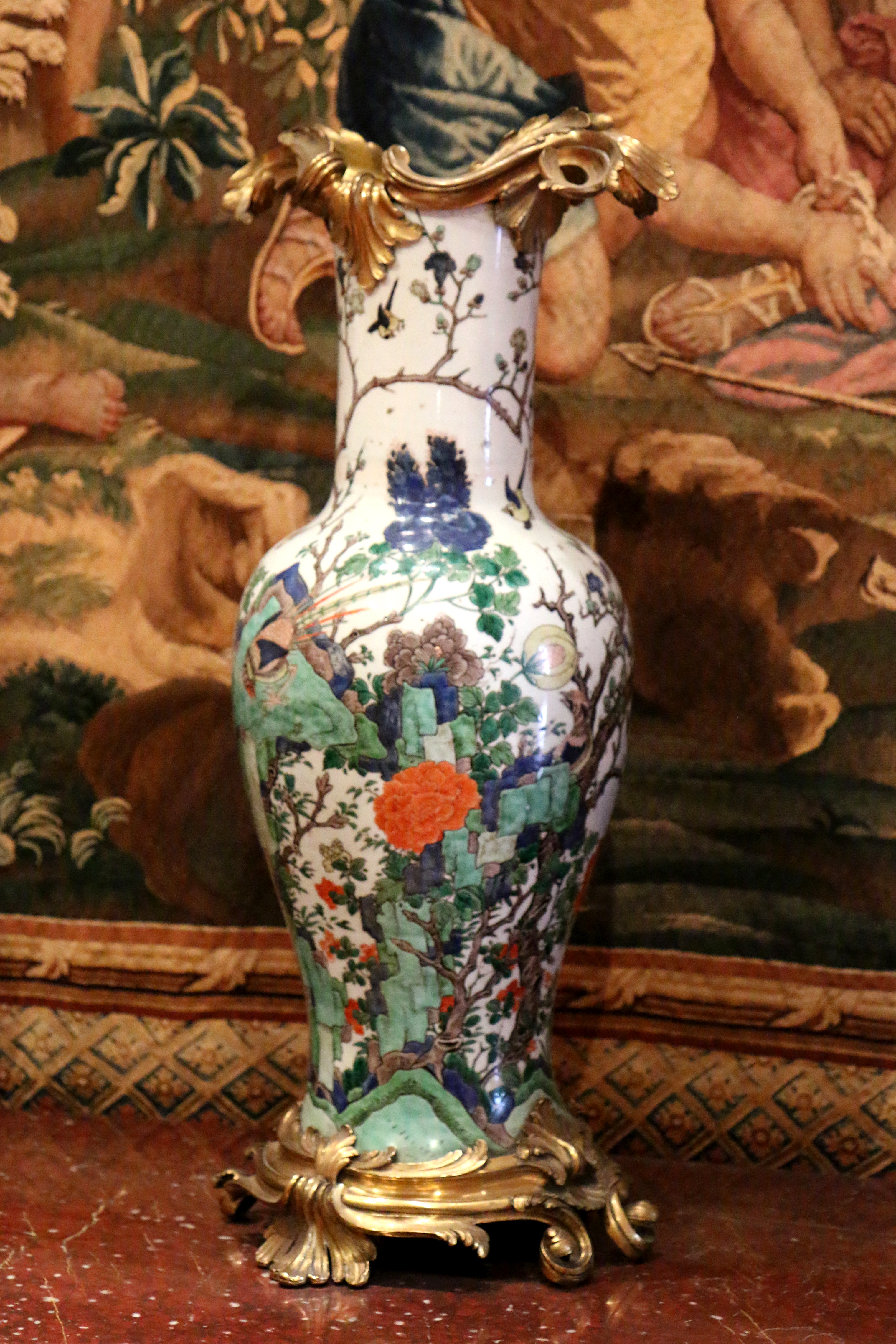
Vase balustre, ère Kangxi, porcelaine et bronze doré.

### Tapisserie
Plusieurs tapisseries issues des ateliers des Flandres, d'Aubusson et des Gobelins ainsi que des tapis de selle, des tapis de prière perses, caucasiens ou turcs donnent une atmosphère feutrée à ce musée. Parmi les différentes tapisseries exposées, on peut retenir les suivantes :
- une tapisserie des Flandres (3,09 × 3,25 m) en laine et soie de la fin du XVe siècle ou du début du XVIe siècle en provenance probablement des ateliers d'Audenarde, représente un épisode de la vie d'Abraham relaté dans le Livre de la Genèse (14). Abraham, vainqueur de plusieurs rois, reçoit la visite des deux rois qu'il a délivré : le roi de Sodome et le roi-prêtre Melchisédech; Ce dernier lui apporte du pain et du vin ; Abraham accepte la nourriture mais refuse tous les autres biens offerts. La tapisserie représente à droite Abraham vêtu en guerrier avec glaive et casque, agenouillé devant le prêtre sacrificateur et recevant de celui-ci l'offrande d'un pain et d'un vase de vin. Cette iconographie classique représente face à face le pouvoir temporel représenté par Abraham en soldat et le pouvoir spirituel représenté par Melchisédech ;

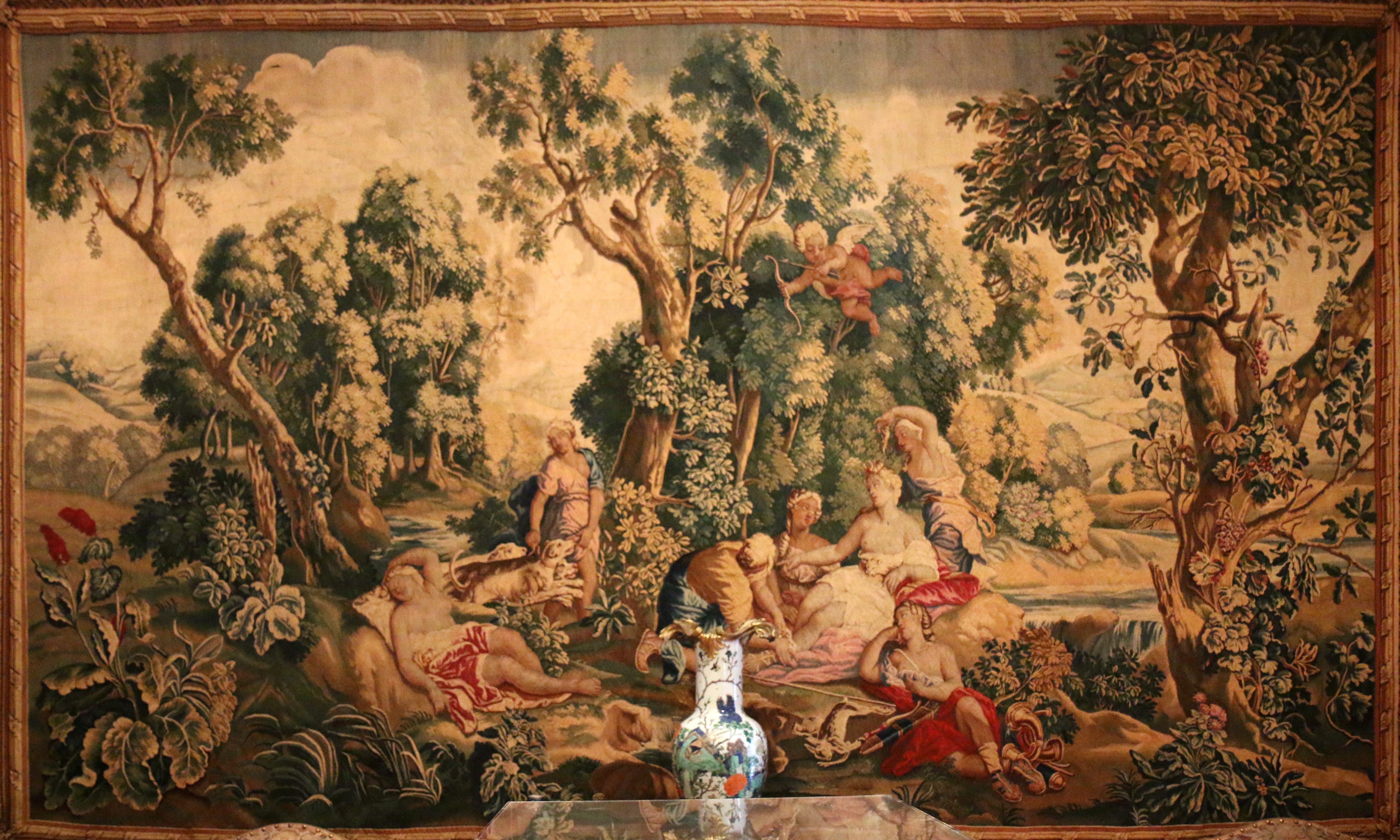
Gobelins, Le Retour de Diane chasseresse (XVIIIe siècle).

- une tapisserie d'Aubusson (3,10 × 4,50 m) en laine et soie du XVIIe siècle représente Achille chez les filles de Lycomède. D'après la mythologie, Thétis cache son fils Achille au milieu des jeunes filles de la cour de Lycomède afin qu'il ne parte pas à la guerre de Troie, car elle sait qu'il y sera tué s'il la fait. Ulysse qui a besoin de lui pour gagner cette guerre et qui sait où Achille se cache, se rend à la cour de Lycomède, déguisé en colporteur, avec diverses parures mais aussi de forts jolies armes ; tandis que les jeunes filles s'attroupent autour des bijoux et tissus, Achille choisit une arme ce qui le démasque. Une autre version de cette légende raconte qu'Ulysse pour révéler l'instinct guerrier d'Achille, aurait fait sonner le cor au milieu du harem : tandis que les jeunes filles se seraient enfuies, Achille aurait saisi les armes pour se défendre. La tapisserie décrit les deux ruses : au centre de la composition Achille qui a choisi un bouclier et une lance, tourne la tête vers la gauche attiré par la sonnerie des cors que deux musiciens, situés en haut et à gauche de la tapisserie, font retentir tandis que les jeunes filles effrayées sont prêtes à s'enfuir ;
- une tapisserie des Gobelins (3,03 × 4,95 m) en laine et soie du XVIIIe siècle d'après les cartons de Charles de La Fosse représente le retour de Diane chasseresse. Diane, fatiguée après la chasse, est représentée assise en compagnie de six nymphes au milieu d'un paysage arboré où serpente une rivière. Une de ses compagnes, un genou à terre, délace sa chaussure tandis qu'une autre , placée derrière elle, verse un parfum sur ses cheveux. Diane montre du doigt une autre nymphe endormie et dénudée, placée au premier plan à gauche. un peu en arrière une nymphe s'occupe des chiens de chasse tandis qu'un cupidon, à hauteur des arbres, vole au-dessus de Diane.

### Peinture, gravure et sculpture
La collection de tableaux est relativement restreinte. Tout d'abord, pour les peintures les plus anciennes, il faut retenir la présence de six panneaux du XVIe siècle illustrant la vie de la Vierge peint par un maître anonyme de l'école catalane. Un petit tableau, huile sur panneau du XVIe siècle, réalisé par l'atelier de Joos van Cleve, représente L'Enfant aux cerises.
Le XVIIIe siècle est représenté par quelques tableaux de maîtres hollandais : Village près d'une rivière attribué à Roelof van Vries, Marine par temps calme attribué à Willem Van de Velde le Jeune, Bétail dans un paysage par Albert Cuyp et Le Taureau blanc attribué à Paulus Potter. Le XVIIIe siècle est notamment illustré Le pêcheur de truite, tableau daté de 1776 et provenant de la collection du comte Stanislas Potocki, aristocrate polonais issu d'une prestigieuse famille. Ce tableau représente deux femmes sur des rochers auprès d'un pêcheur qui, pantalon retroussé, tient sa canne à pêche ; en arrière-plan, un pont de pierre relie les deux versants du vallon avec à gauche une tour ronde et à droite des bâtiments. Quelques portraits sont à signaler, notamment celui présumé du compositeur allemand Christoph Willibald Gluck, attribué à Joseph-Siffrein Duplessis.

Peintures des XVe au XVIIIe siècle
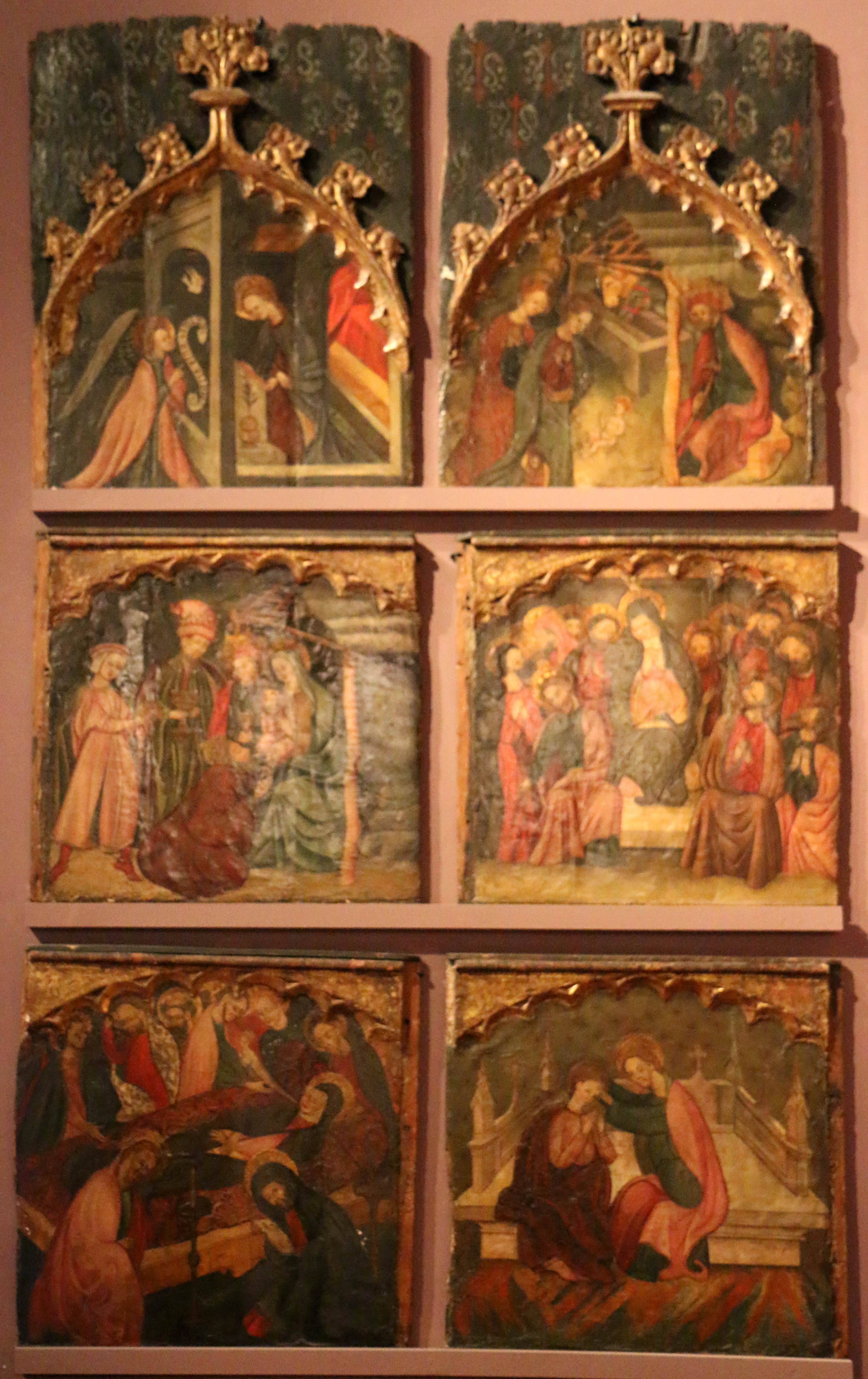
École catalane du XVIe siècle, Scènes de la vie de la Vierge.
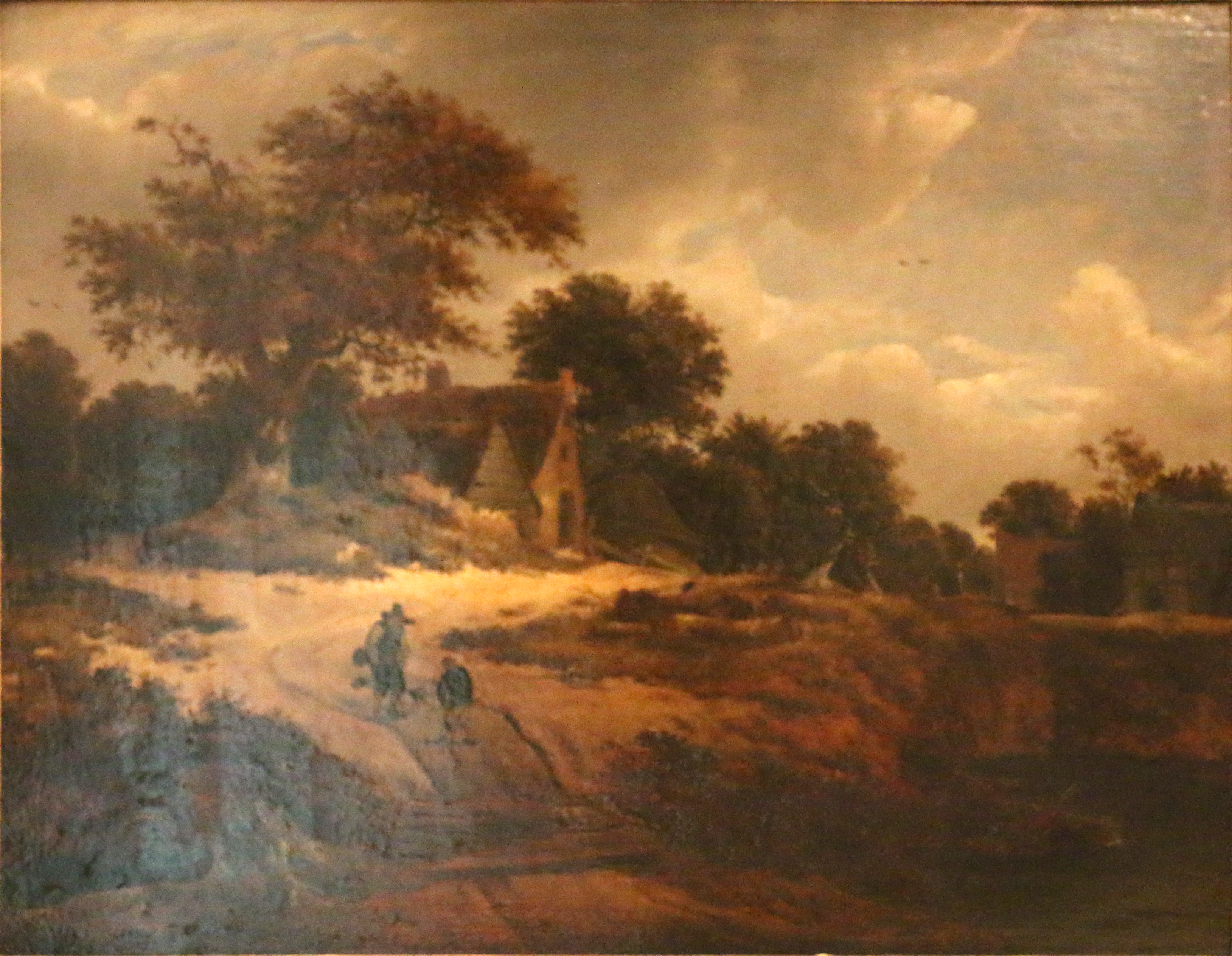
Attribué à Roelof van Vries, Village près d'une rivière.
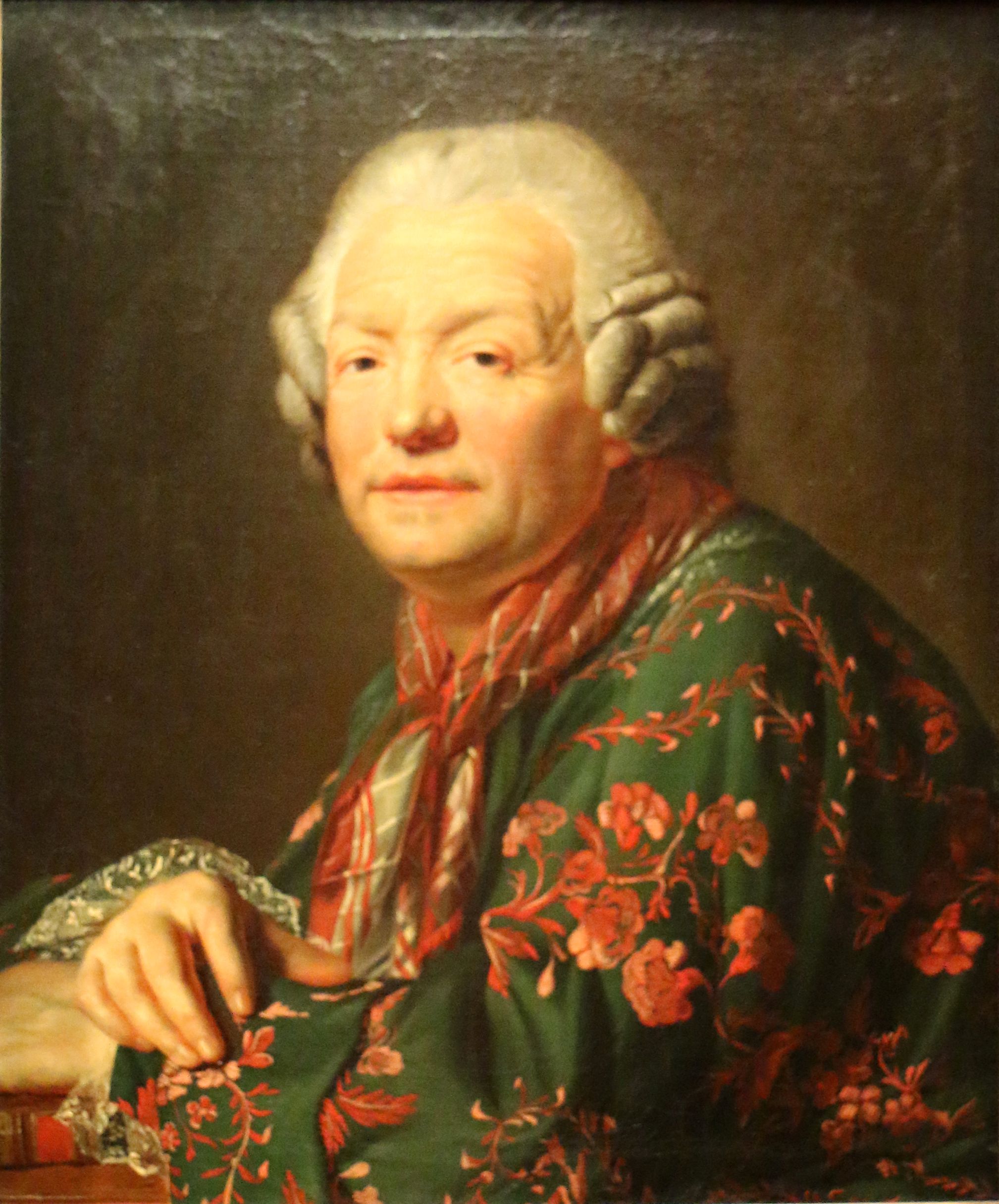
Attribué à Joseph-Siffrein Duplessis, Portrait présumé de Gluck.

Les œuvres de peintres d'Avignon ou de Provence des XIXe et XXe siècles sont exposées de façon intermittente :
- Dominique Papety : Portrait de Marie Louise Charles-Roux, née Arnavon ;
- Pierre Grivolas : Intérieur d'une filature ; Les Granges du Grand Rougier ; Portrait de Madame Irma de Fontnouvelle (1883) ; Portrait de Charles Thomas (1787-1871) ;
- Charles Vionnet : Sous le Fort Saint-André ;
- Claude Firmin : Ferme en Provence ; Le Départ (1914), La Régalade ; Intérieur de Ferme ;
- Clément Brun : Portrait d'Achille Moreau ; Portrait de Marie Aubanel ;
- Louis Agricol Montagné : Vue de la plaine des Angles inondée ;
- Eugène Martel : Le Café des sœurs Athanase ; Portrait de Raymond Martin ; Le Pommier de Pierrerousse ;
- Eugène Lagier : Portrait de Sophie Thomas, née Reynaud de Trets ; Portrait de Charles Thomas ; Portrait de Wulfran Canaple (1872) beau-père de Jules Charles-Roux ;
- René Seyssaud : Tournesols ;
- Gérard Delpuech : Les Halles sous la neige.

- Peintures des XIXe et XXe siècles

Peintures des
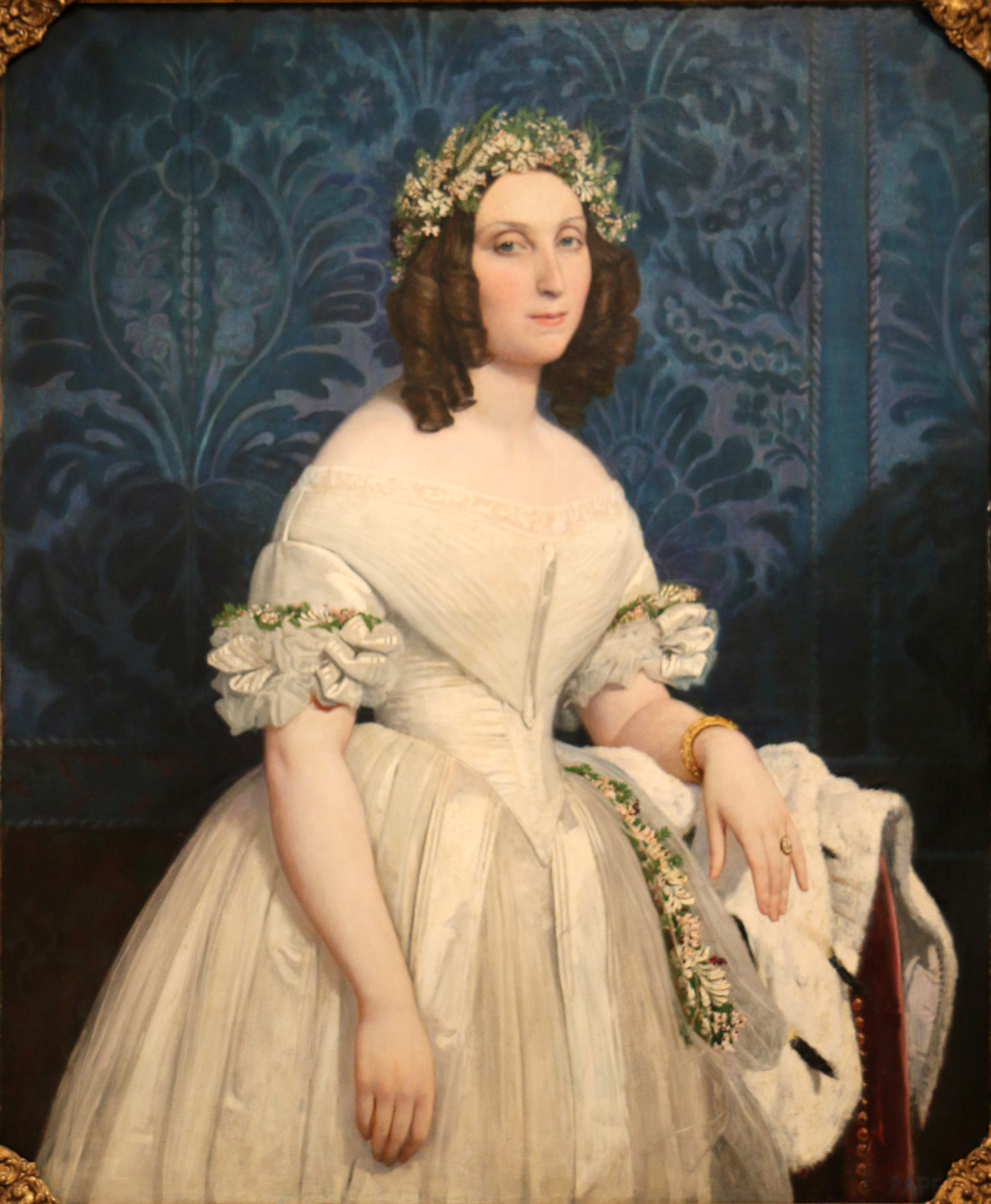
Dominique Papety, Portrait de Marie Louise Charles-Roux[5], née Arnavon.
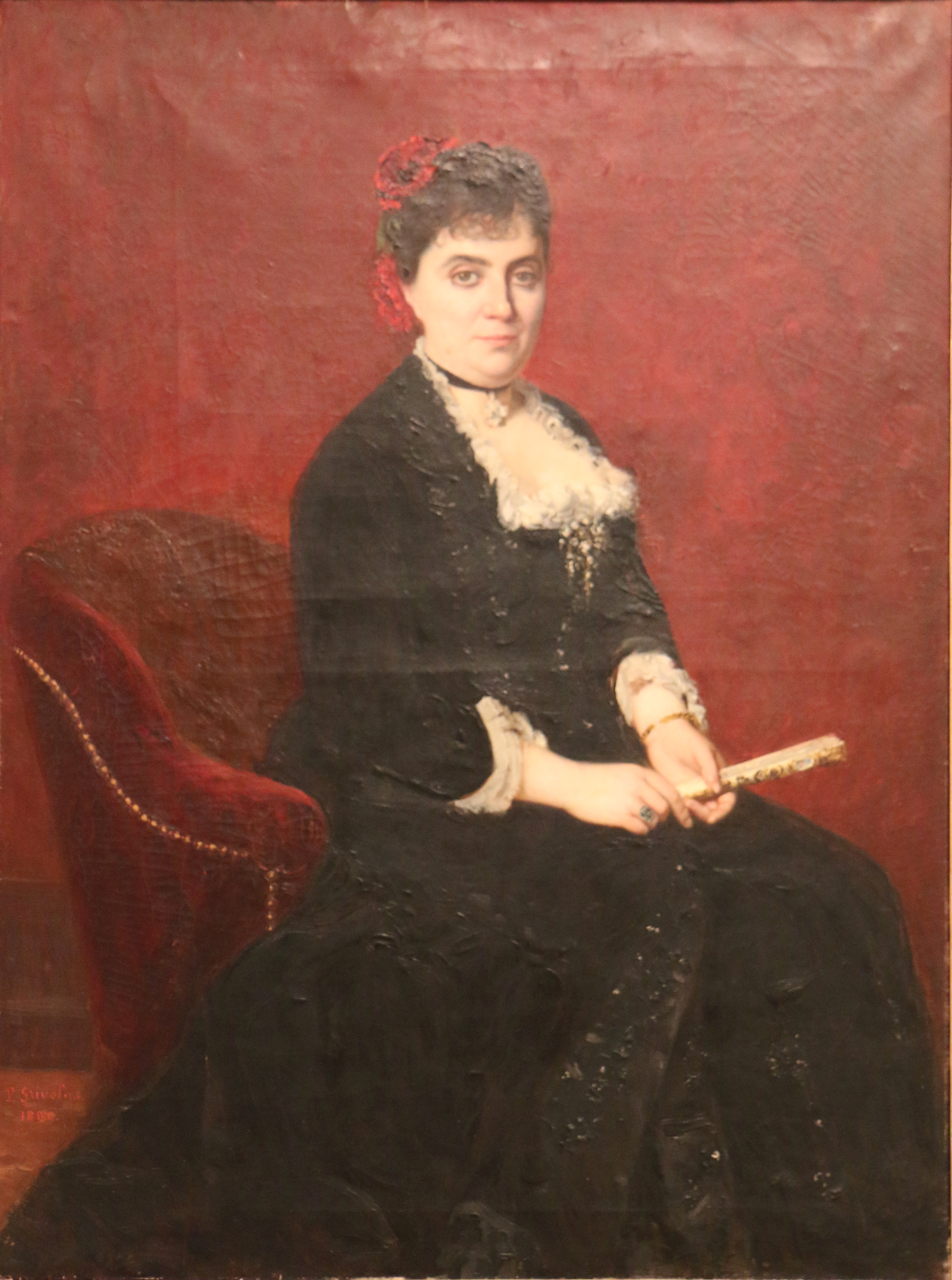
Pierre Grivolas, Portrait de Madame Irma de Fontnouvelle (1883).
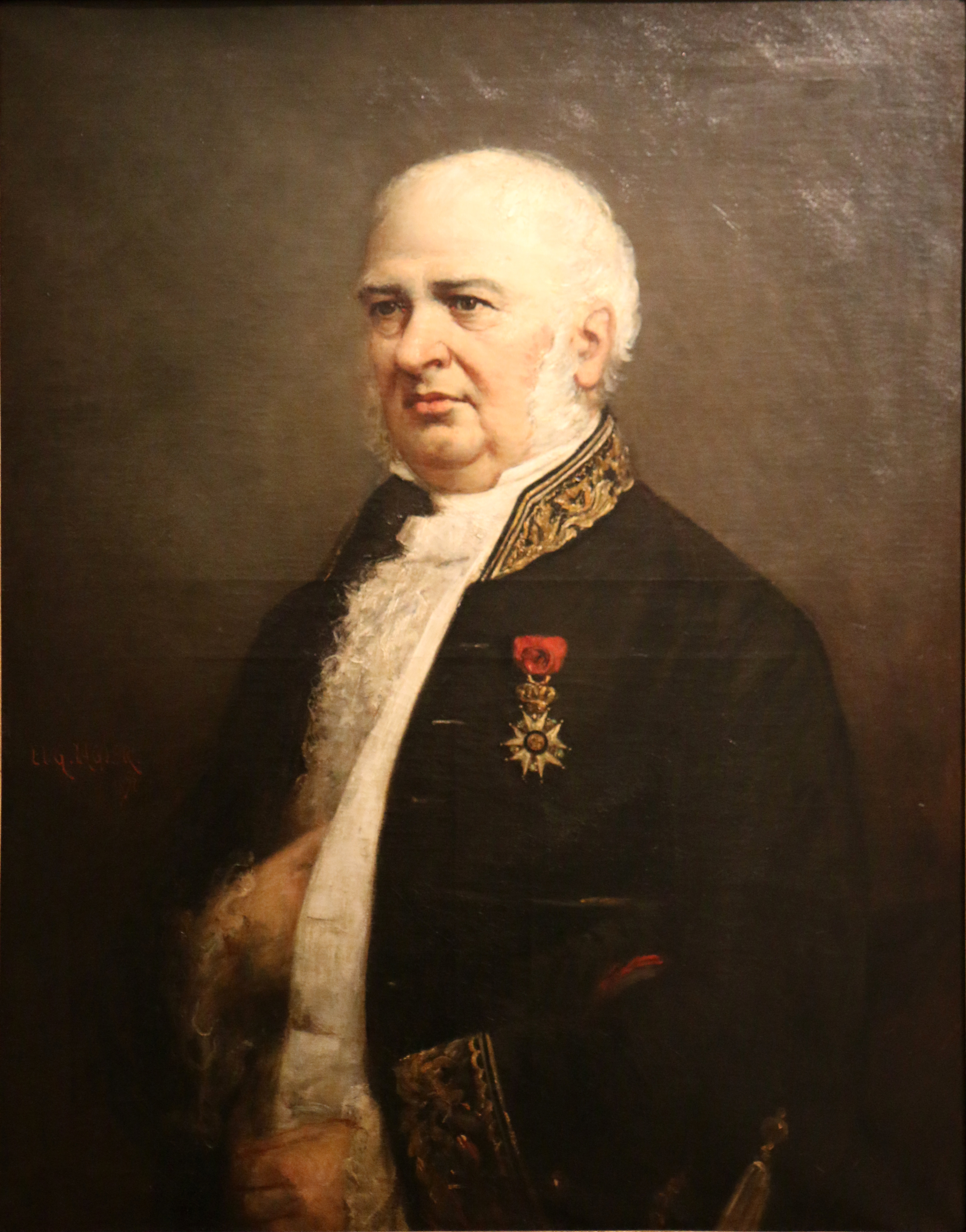
Eugène Lagier, Portrait de Wulfran Canaple (1872).
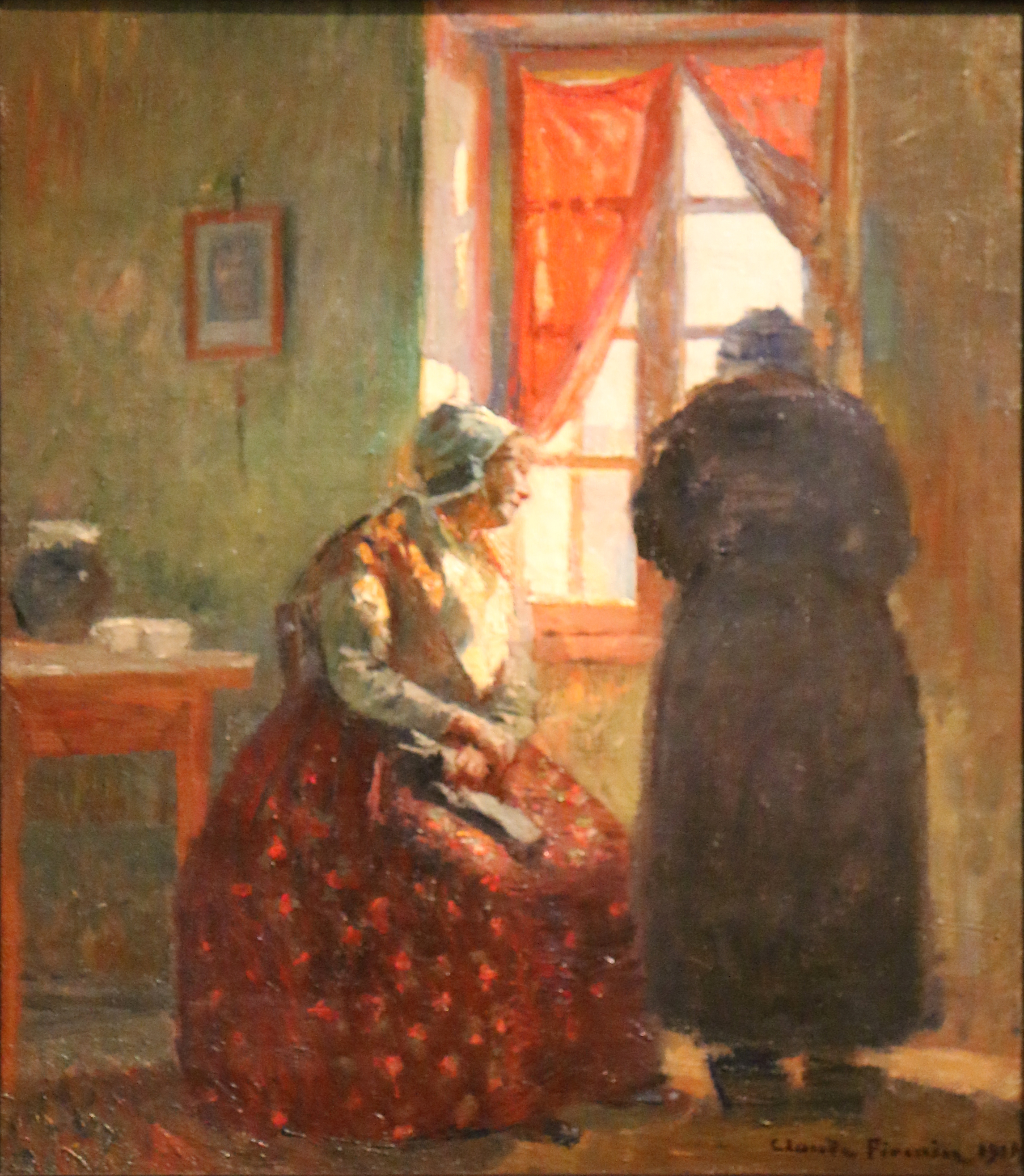
Claude Firmin, Le Départ (1914).

De grandes estampes gravées par Jacques-Philippe Le Bas reproduisent six des quinze fameux ports de France peints par Joseph Vernet : Le Port Neuf ou l'arsenal de Toulon, L'Intérieur du Port de Marseille, La Madrague ou la pêche au thon vue du port de Bandol, Le Port vieux de Toulon, La Ville et la rade de Toulon, Vue de la Ville et du Port de Bordeaux. Plusieurs gravures réalisées par Philibert-Louis Debucourt d'après des tableaux de Carle Vernet représentent : Chevaux au pré, Chevaux au verd,Madame et Monsieur etc.
La sculpture est peu représentée, si ce n'est par objets disposés sur les meubles ou dans des vitrines. On peut signaler une petite statue espagnole en bois polychrome du XVIe siècle, une statue chinoise du XIXe siècle représentant Bodhisattva sur une fleur de lotus. Deux statuettes sont à remarquer : un bronze patiné représentant Louis XIV à la romaine sur un cheval cabré réalisé par Martin Desjardins, et une terre cuite de Joseph Chinard représentant un projet de Monument à Bayard qui n'a pas été réalisé.

## Quelques expositions
- 25 juin - 30 octobre 2011 : « La collection Dumon », Fondation Regards de Provence
- 23 juin - 28 octobre 2012 : « SPH (Société protectrice de l'humour), 10 ans d'expositions de dessins d'humour en Avignon de 1967 à 1976 »
- été 2013 : « Lumières », Régis Mathieu, et sa Galerie Lumières
- 28 juin - 26 octobre 2014 : « Rêves d'un collectionneur »
- 18 juin - 6 septembre 2015 : « Jean-Henri Fabre (1823-1915), l’art dans la nature »
- 2 juin - 2 octobre 2016 : « Victor Vasarely, Multiplicité »
- 3 décembre 2016 - 14 mai 2017 : « Intérieur Extérieur »
- 2 juin - 1er octobre 2017 : « Hortus 2.0, acte 1 », EDIS (commissaire d’exposition)
- 1er décembre 2017 - 13 mai 2018 : « Promenade dans la lumière de Vaucluse »
- 3 juillet - 4 novembre 2018 : « Le temps suspendu »
- 21 février - 9 juin 2019 : « Yuan Chin-Taa, l’art est un jeu »
- 26 juin 2019 - 5 janvier 2020 : « Jean-Claude Imbert, face à face »
- 20 juin 2020 - 3 janvier 2021 : « Jean-Marie Fage, Je peins ce que je vois » fermée depuis le 30 octobre 2020
- Prolongée jusqu'au 6 juin 2021 : « Jean-Marie Fage, On n'a pas encore tout vu ! »